# Novelty song
Uma novelty song, expressão em língua inglesa sem um cognato direto em Português (em tradução livre, "canção da moda"), refere-se a um tipo de canção popular com intenção meramente cômica ou nonsense.

## História
O termo foi cunhado com o advento da música popular e o surgimento dos primeiros editores musicais de Nova Iorque, localizados no Tin Pan Alley. Como a produção desses grupos tinha como alvo o público típico do teatro ligeiro da época, tal como burletas, operetas, vaudeville ou revistas, e o respectivo enredo dessas peças, esse gênero tornou-se bastante popular entre os anos 20 e 30 nos Estados Unidos.
A despeito do elemento cômico ou ou paródico incluso nessas canções, cabe ressaltar que nem toda música apenas com intenção de paródia ou humorística pode ser classificada como "novelty song". Cumprindo uma função cênica ou ilustrando algum personagem ou evento do enredo de determinada peça, a letra apelava para o burlesco, visando o riso ou a memorização da música. 
O elemento que a caracteriza reside justamente naquilo que a diferenciava do convencional (daí o caráter de novidade), ou seja, a tradicional balada ou a música de dança, ambos estilos primitivos da música comercial na América. O uso da expressão "noveliy" refere-se, com efeito, ao fato de que ela é um terceiro gênero dentro dos anteriormente classificados.
Ao contrário, a novelty song busca apenas a exploração do grotesco, do exótico ou da "comicidade pela própria comicidade". Ou seja, canções com elementos de humor não são necessariamente enquadráveis nesse gênero.
Outra origem do uso da expressão "novelty" refere-se à canções que fazem sucesso a partir de um modismo passageiro, uma dança ou um avento. Em alguns desses casos, ela tematiza sobre si mesmo, ou seja, não tem nenhuma mensagem específica. Apesar de ter surgido de maneira restrita, no ambiente da indústria da música nova-iorquina, com o tempo, o gênero novelty song saiu dos palcos e tornou-se um fenômeno da música popular no mundo inteiro, desde então.
Um exemplo é "Itsy Bitsy Teenie Weenie Yellow Polkadot Bikini". Escrita por Paul Vance e Lee Pockriss, foi gravada por Brian Hyland em 1960, chegando aos primeiros lugares da Billboard. No ano seguinte, a música também receberia uma versão brasileira, escrita por Hervê Cordovil, e gravada por Ronnie Cord.

### Brasil
Outros exemplos de "novelty song" no Brasil aparecem na obra de Alberto Ribeiro e Braguinha ("Yes, Nós Temos Banana"), Lamartine Babo ("Canção Para Inglês Ver"), Assis Valente ("Uva de Caminhão") e Noel Rosa ("A.E.I.O.U").
Assis Valente se notabilizaria por canções nonsense, como "E o mundo não se acabou", "Camisa Listada" e "Goodbye", entre outras. Segundo Eliete Negreiros, o autor de "Boas Festas" seria o difusor dessa vertente do gênero na canção brasileira, prenunciando o elemento "carnavalizante" típico da "novelty song" que seria um elemento constante da estética do Tropicalismo, a partir dos anos 60.